# Serapio Aquino
Serapio Aquino Tudela, «Serafín» (Viacha, Bolivia, octubre de 1951 - Río Iquira, Bolivia, 9 de julio de 1967), fue un guerrillero boliviano de etnia aimara que integró la Guerrilla de Ñancahuazú comandada por Ernesto Che Guevara en 1966-1967 en el sudeste de Bolivia. Murió en combate el 9 de julio de 1967.

## Biografía
Nació en octubre de 1951 en Viacha, capital de la provincia de Ingavi, departamento de La Paz, en octubre de 1951. Era un campesino aimara, de la Comunidad Suripanta-Surusaya. Realizó sus estudios primarios en el Colegio Adventista de Viacha.

### Guerrilla de Ñancahuazú y muerte
Luego de la fallida experiencia del Congo, el Che Guevara organizó un foco guerrillero en Bolivia, donde instaló a partir del 3 de noviembre de 1967, en una zona montañosa cercana a la ciudad de Santa Cruz, en una área que atraviesa el río estacional Ñancahuazú, afluente del importante río Grande (Bolivia).
El grupo guerrillero tomó el nombre de Ejército de Liberación Nacional (ELN) de Bolivia con secciones de apoyo en Argentina, Chile y Perú.
Serapio Aquino había sido llevado a Ñancahuazú como cuidador de la finca y luego se integró al ELN junto a otros 30 guerrilleros bolivianos. Serapio Aquino, Eusebio Tapia y Apolinar Aquino Quispe («Polo»), eran primos y pertenecían casualmente a la misma Comunidad Suripanta-Surusaya de Viacha.
En su libro sobre la Guerrilla de Ñancahuazú, Eusebio Tapia, transcribe el siguiente relato realizado por Serapio Aquino:

De pronto llegó una fracción de soldados a la casa calamina y me preguntaron que hacia, le respondí que estaba cuidando la finca. Cuando me preguntaron, quién era el dueño, les dije que era el "Coco".- ¿Quién es el Coco?. Me preguntaron. - Le dije, que no sabía. Pero que él era el dueño.
- Cuándo, regresaron los militares a la casa calamina, me preguntaron de nuevo ¿quienes eran los guerrilleros? - ¡Yo le contesté que no sabía, ni que los conocía! - ¿Quién es el dueño? - ¡El Coco! Volví a decir. - ¿Por que estas tu aquí? - Yo le conteste, que estaba trabajando, ¡era un peón! - ¿De donde te han traído? - ¡De La Paz! - ¿Cuánto te pagan? - Prometieron pagarme, mensual Bs. 350.- ¡pero no me están pagando! - El oficial que comandaba dijo.- ¡llevémoslo detenido! - Yo le manifesté que sería mejor.- ¡Lléveme que aquí estoy explotado por mi empleador, no me paga y todavía me
trata mal! El oficial dijo.- Vamos a dar parte al comando y luego regresamos. - ¡Así me dejaron!
- Mientras León había subido al campamento central a dar parte sobre la llegada de los militares a la casa calamina.

Cuando las tropas se dividieron, fue asignado a la columna comandada por Juan Vitalio Acuña Nuñez («Joaquín»). Se encontraba muy lesionado de un tobillo.
El 10 de julio la columna fue sorprendida y Aquino resultó muerto acribillado, cuando caminaba rengueando con un bastón y sin armas. Eusebio Tapia, quien compartió la columna con Velasco se refiere al hecho del siguiente modo: 

Serapio grito: "¡Soldaaadooosss!". Pámmm, pámmm, pammmm, vi los proyectiles de la ametralladora, dieron impacto en el pecho de "Serapìo" de arriba hacia abajo, como si lo cortaran, algunos rebotaban de la piedra en la cual se escudó, al menos le impactaron como seis proyectiles, se calló, y su cabeza cayó sobre la misma piedra y no se levantó mas.

Pocas semanas después, el 9 de octubre, el Che Guevara moriría fusilado ilegalmente en La Higuera (Bolivia).
El cuerpo de Serapio Aquino fue hallado en las cercanías de Lagunillas el 11 de abril de 2000.